# 10-я Журавичская партизанская бригада
10-я Журавичская партизанская бригада — партизанская бригада, созданная в марте 1943 года на базе 256-го отряда 8-й Рогачёвской бригады. До 6 апреля 1943-го бригада входила в состав Кличевского оперцентра Могилевской области, затем — партизанского соединения Гомельской области. Действовала на территории Журавичского, Рогачевского, Жлобинского, Чечерского, Буда-Кошелевского, Кормянского и Тереховского районов.
Соединилась основными силами с частями Красной Армии 2 октября 1943, 267-й отряд «За Родину» — 28 сентября 1943, отдельные группы партизан продолжали действовать во вражеском тылу до июня 1944. Всего вышло в советский тыл 2811 партизан.

## История формирований
Создана в марте 1943 года приказом Кличевского оперативного центра на базе 256-го отряда 8-й Рогачёвской бригады. При формировании бригады из личного состава, выделенного 256-м отрядом, организованы новые 260-й, 261-й, 262-й отряды, а также включен 108-й отряд. Позднее созданы отряды П. Я. Матюшкова, В. А. Трубачева, П. П. Римарева, 266-й, 267-й «За Родину», 268-й имени 25-летия ВЛКСМ.
1 мая 1943 отряды П. Я. Матюшкова, В. А. Трубачева, П. П. Римарова получили (соответственно) номерные обозначения 263-й, 264-й, 265-й. 16 июля 1943 отрядам были присвоены имена:
256-му — И. В. Сталина,
260-му — М. И. Калинина,
261-му — В. И. Чапаева,
262-му — В. П. Чкалова,
263-му — М. И. Кутузова,
264-му — А. В. Суворова,
265-му — К. Е. Ворошилова,
266-му — М. В. Фрунзе,
108-му — Г. И. Котовского.
Для закрепления партизан на территории Буда-Кошелевского района 12 августа 1943 была образована 1-я Буда-Кошелёвская партизанская бригада. На ее формирование приказом уполномоченного ЦК КП(б)Б по Гомельской области выделены 3 отряда из 10-й Журавичской бригады: 262-й, 263-й, 108-й.

## Боевые действия
При формировании бригаде были поставлены задачи: «оседлать и производить диверсии на ж/д Жлобин-Гомель и шоссейные дороги Рогачев-Пропойск, Гомель-Могилев», дислоцироваться в районах Журавичский, Буда-Кошелевский и в лесах восточнее Чечерска.

## Состав
- 256-й отряд имени И. В. Сталина (С. М. Белых, Е. И. Штапенко)
- 260-й отряд имени М. И. Калинина (И. М. Гаврилов, М. Г. Грызлов)
- 261-й отряд имени В. И. Чапаева (М. П. Журавлев)
- 262-й отряд имени В. П. Чкалова
- 263-й отряд имени М. И. Кутузова
- 264-й отряд имени А. В. Суворова
- 265-й отряд имени К. Е. Ворошилова
- 266-й отряд имени М. В. Фрунзе (П. Я. Матюшков)
- 267-й отряд «За Родину» (В. А. Трубачев)
- 268-й отряд имени 25-летия ВЛКСМ (П. П. Римарев)
- 108-й отряд имени Г. И. Котовского

## Командование

### Командир
- Степан Митрофанович Белых (март — апрель 1943, погиб) — один из организаторов и руководителей партизанского движения в Гомельской области. Родился в 1916 году в селе Верхняя Грайворонка Октябрьского района Курской области. Лейтенант НКВД, перед войной служил в погранвойсках. В 1942 по приказу БШПД был направлен с группой партизан в тыл врага для разворачивания партизанского движения в Журавичском районе.
- Иван Михайлович Гаврилов (май — октябрь 1943)

### Комиссар
- Игнатий Максимович Дикан (март — сентябрь 1943) — один из организаторов и руководителей партизанского движения в Гомельской области. Родился в 1900 году в деревне Раевские Мозырского района.
- Карп Михайлович Драчев (сентябрь — октябрь 1943)

### Начальник штаба
- Филипп Карпович Антонов (март — октябрь 1943)

## Память
В 1964 году возле деревни Партизаны установлена стела в память о бригаде.